# Ricardo Pido Tancinco
Ricardo Pido Tancinco (ur. 4 sierpnia 1933 w Calbayog) – filipiński duchowny rzymskokatolicki, w latach 1974-1979 biskup Calbayog.

## Życiorys
Święcenia kapłańskie przyjął 30 listopada 1956. 8 marca 1974 został prekonizowany biskupem Calbayog. Sakrę biskupią otrzymał 30 maja 1974. 21 kwietnia 1979 zrezygnował z urzędu.